# Новая Буда (Житомирская область)
Но́вая Бу́да (укр. Нова Буда) — село на Украине, находится в Радомышльском районе Житомирской области.
Код КОАТУУ — 1825086901. Население по переписи 2001 года составляет 209 человек. Почтовый индекс — 12222. Телефонный код — 4132. Занимает площадь 1,076 км².

## Адрес местного совета
12222, Житомирская область, Радомышльский р-н, с.Новая Буда